# 고천중학교
고천중학교(古川中學校)는 대한민국 경기도 의왕시 오전동에 있는 공립 중학교이다.

## 학교 연혁
- 1994년 2월 28일 : 고천중 설립 인가
- 1994년 3월 1일 : 초대 이상준 교장 취임
- 1994년 4월 6일 : 개교 3학급
- 1995년 2월 15일 : 제1회 졸업식(7명)
- 1995년 3월 1일 : 6학급 편성
- 1996년 12월 20일 : 학교 이전 (왕곡동 604 → 오전동 413)
- 2018년 3월 2일 : 제10대 오세신 교장 취임
- 2020년 11월 30일 : 체육관 준공
- 2021년 1월 12일 : 제27회 졸업식(114명)
- 2021년 3월 2일 : 입학식(5학급 144명)
- 2022년 9월 1일: 제11대 송문석 교장 취임
- 2023년 1월 5일: 제29회 졸업식(135명)
- 2024년 4월 6일: 개교 30주년

## 참고 자료
- 고천중학교 - 한국교육학술정보원 학교알리미